# 白崎凌兵
白崎 凌兵（しらさき りょうへい、1993年5月18日 - ）は、東京都調布市出身のプロサッカー選手。Jリーグ・FC町田ゼルビア所属。ポジションはミッドフィールダー（攻撃的ミッドフィールダー、ボランチ）、フォワード（セカンドトップ）。

## 来歴

### プロ入り前
小学校1年生のときに東京BIGスポーツクラブでサッカーを始め、同2年生時に横河武蔵野FCジュニアに加入。中学生時はFC東京U-15むさしでプレーするも、U-18への昇格を果たせず山梨学院大学付属高等学校へ進学。加部未蘭は中学、高校の先輩である。山梨学院大付属高校2年時に第89回全国高校サッカー選手権に出場。得点源として背番号10を背負い、ベスト8入り。加部と共に大会優秀選手に選ばれ、全国高校選抜にも選ばれた。3年時には主将を務め、プリンスリーグ関東2部で優勝。

### 清水エスパルス
プロ入りにあたってはJリーグ7クラブによる争奪が報じられたが、目標とする小野伸二が所属する清水エスパルスと古巣のFC東京に入団先を絞り込み、2011年8月に清水への入団が発表された。入団した2012年の開幕戦であるJ1第1節・名古屋グランパス戦にてJリーグ初出場。同年の天皇杯・アルテリーヴォ和歌山戦でハットトリックを達成した。

### カターレ富山
2013年8月、本人としては出場機会を求め、クラブとしては得点力不足解消の切り札として、カターレ富山へ期限付き移籍。同月18日のJ2第29節に先発出場し、同季は第34節を除く残り全試合に先発出場した。10月20日の第37節・ガンバ大阪戦で移籍後初、及び自身Jリーグ初得点を挙げると、この試合を含む残り6試合で4得点を記録した。11月にはミャンマー遠征に臨むU-20日本代表に選出されたが、負傷により辞退した。
2014年は複数クラブからのオファーを断り、富山に残留。これ以前、清水は富山に対し、移籍期間延長の条件として安間貴義監督の留任を通達したと報じられていた。同年は安間の指示で背番号を9に変更したが、チームの不振と共に調子を落とし、エースとしての期待には応えられなかった。

### 清水復帰
2015年、移籍期間満了に伴い清水エスパルスに復帰。富山で身に付けた守備意識と高いキープ力で出場機会を掴み、1試合辺りの走行距離では通年で4度のリーグ最長を記録するなど気を吐いたが、チームはJ2降格を喫した。同年オフには川崎フロンターレからのオファーを固辞し、清水に残留。
2016年、チーム最多のスルーパス、高い技術と豊富な運動量で攻撃に連動性をもたらし、鄭大世と大前元紀の得点量産に繋いでJ1復帰に貢献。2016年10月、C大阪戦のゴールがJ2月間ベストゴール賞かつJ2年間最優秀ゴール賞に選ばれた。
2017年からはクラブからの打診を受け、退団した大前に代わって背番号を10に変更
。以降ボランチのポジションでの起用も増えた。

### 鹿島アントラーズ
2019年、鹿島アントラーズへ完全移籍で加入。5月18日、第12節の松本山雅FC戦では自身の誕生日を祝う2得点を決めた。7月20日、第20節のサガン鳥栖戦では2試合連続ゴールを決めて勝利に貢献した。

### サガン鳥栖
2021年8月11日、サガン鳥栖に期限付き移籍で加入することが発表された。

### 清水再復帰
2021年12月27日、古巣清水エスパルスに完全移籍で復帰することが発表された。

### FC町田ゼルビア
2024年7月31日、FC町田ゼルビアに期限付き移籍で加入することが発表された。
2025年1月4日、FC町田ゼルビアに完全移籍で加入することが発表された。

## エピソード
- 昆虫が苦手で、富山移籍時にあてがわれた選手寮の部屋にコオロギとゴキブリ3匹が侵入した際は自分で退治が出来ず同僚に処理してもらった[13]。

## 所属クラブ
- 2000年 東京BIGスポーツクラブ
- 2001年 - 2005年 横河武蔵野FCジュニア
- 2006年 - 2008年 FC東京U-15むさし（調布市立第七中学校）
- 2009年 - 2011年 山梨学院高等学校
- 2012年 - 2018年  清水エスパルス
  - 2013年8月 - 2014年  カターレ富山（期限付き移籍）
  - 2014年 - 2015年  Jリーグ・アンダー22選抜
- 2019年 - 2021年  鹿島アントラーズ
  - 2021年8月 - 同年12月  サガン鳥栖（期限付き移籍）
- 2022年 -  清水エスパルス
  - 2024年7月 - 同年12月  FC町田ゼルビア（期限付き移籍）
- 2025年 -  FC町田ゼルビア

## 個人成績
| 国内大会個人成績 | 国内大会個人成績 | 国内大会個人成績 | 国内大会個人成績 | 国内大会個人成績 | 国内大会個人成績 | 国内大会個人成績 | 国内大会個人成績 | 国内大会個人成績 | 国内大会個人成績 | 国内大会個人成績 | 国内大会個人成績 |
| 年度             | クラブ           | 背番号           | リーグ           | リーグ戦         | リーグ戦         | リーグ杯         | リーグ杯         | オープン杯       | オープン杯       | 期間通算         | 期間通算         |
| 年度             | クラブ           | 背番号           | リーグ           | 出場             | 得点             | 出場             | 得点             | 出場             | 得点             | 出場             | 得点             |
| 日本             | 日本             | 日本             | 日本             | リーグ戦         | リーグ戦         | リーグ杯         | リーグ杯         | 天皇杯           | 天皇杯           | 期間通算         | 期間通算         |
| ---------------- | ---------------- | ---------------- | ---------------- | ---------------- | ---------------- | ---------------- | ---------------- | ---------------- | ---------------- | ---------------- | ---------------- |
| 2012             | 清水             | 23               | J1               | 7                | 0                | 7                | 1                | 2                | 4                | 16               | 5                |
| 2013             | 清水             | 23               | J1               | 1                | 0                | 0                | 0                | -                | -                | 1                | 0                |
| 2013             | 富山             | 39               | J2               | 13               | 4                | -                | -                | 1                | 2                | 14               | 6                |
| 2014             | 富山             | 9                | J2               | 37               | 1                | -                | -                | 2                | 0                | 39               | 1                |
| 2015             | 清水             | 39               | J1               | 20               | 2                | 2                | 1                | 0                | 0                | 22               | 3                |
| 2016             | 清水             | 39               | J2               | 35               | 8                | -                | -                | 1                | 0                | 36               | 8                |
| 2017             | 清水             | 10               | J1               | 24               | 3                | 2                | 0                | 0                | 0                | 26               | 3                |
| 2018             | 清水             | 10               | J1               | 27               | 2                | 4                | 0                | 2                | 0                | 33               | 2                |
| 2019             | 鹿島             | 41               | J1               | 25               | 5                | 4                | 1                | 4                | 0                | 33               | 6                |
| 2020             | 鹿島             | 41               | J1               | 9                | 2                | 2                | 1                | -                | -                | 11               | 3                |
| 2021             | 鹿島             | 41               | J1               | 17               | 2                | 5                | 2                | 1                | 0                | 23               | 4                |
| 2021             | 鳥栖             | 13               | J1               | 12               | 1                | 0                | 0                | -                | -                | 12               | 1                |
| 2022             | 清水             | 18               | J1               | 31               | 4                | 3                | 0                | 1                | 0                | 35               | 4                |
| 2023             | 清水             | 14               | J2               | 35               | 3                | 2                | 1                | 0                | 0                | 37               | 4                |
| 2024             | 清水             | 41               | J2               | 15               | 1                | 1                | 0                | 1                | 0                | 17               | 1                |
| 2024             | 町田             | 23               | J1               | 14               | 1                | 2                | 0                | 0                | 0                | 16               | 1                |
| 2025             | 町田             | 23               | J1               |                  |                  |                  |                  |                  |                  |                  |                  |
| 通算             | 日本             | 日本             | J1               | 187              | 22               | 31               | 6                | 10               | 4                | 228              | 32               |
| 通算             | 日本             | 日本             | J2               | 135              | 17               | 3                | 1                | 5                | 2                | 143              | 20               |
| 総通算           | 総通算           | 総通算           | 総通算           | 322              | 39               | 34               | 7                | 15               | 6                | 371              | 52               |

| 国際大会個人成績 | 国際大会個人成績 | 国際大会個人成績 | 国際大会個人成績 | 国際大会個人成績 |
| 年度             | クラブ           | 背番号           | 出場             | 得点             |
| AFC              | AFC              | AFC              | ACL              | ACL              |
| ---------------- | ---------------- | ---------------- | ---------------- | ---------------- |
| 2019             | 鹿島             | 41               | 5                | 0                |
| 通算             | AFC              | AFC              | 5                | 0                |

その他の国際公式戦
- 2020年
  - AFCチャンピオンズリーグ2020・プレーオフ 1試合0得点

その他の公式戦
- 2023年
  - J1昇格プレーオフ 2試合0得点
- 2012年3月10日：Jリーグ初出場 - J1第1節・名古屋グランパス戦（豊田スタジアム）
- 2013年10月20日：J2初得点 - J2第37節・ガンバ大阪戦（万博記念競技場）
- 2015年4月4日：J1初得点 - J1 1st第4節・ベガルタ仙台戦（ユアテックスタジアム仙台）

## 代表歴
- 2011年 U-18日本代表候補
- 2012年 U-19日本代表候補[43]
- 2013年 U-20日本代表